# Michelangelo Frammartino
Michelangelo Frammartino (* 1968 in Mailand) ist ein italienischer Drehbuchautor und Filmregisseur.

## Leben
Michelangelo Frammartino wurde 1968 in Mailand geboren. Zwischen 1994 und 1997 besuchte er die Mailänder Filmschule Civica Scuola del Cinema. Zudem absolvierte er ein Architekturstudium am Polytechnikum Mailand.
Sein erster Langfilm Il Dono wurde mit kleinem Budget im Dorf seiner Eltern in Kalabrien gedreht und gewann eine Reihe von internationalen Preisen. Im Jahr 2011 gelang Frammartino mit Vier Leben ein kleiner Indie-Hit. Darin fängt er in einem Bergdorf die blökenden Ziegen und das Glockengeläut, aber auch einen alten Ziegenhirten und einen Köhler bei ihrer Arbeit ein. Sein dritter Langfilm Il Buco – Ein Höhlengleichnis feierte im September 2021 bei den Internationalen Filmfestspielen von Venedig seine Premiere, wo er im Hauptwettbewerb gezeigt wurde. Darin stellt er die Geschichte eines außergewöhnlichen Abenteuers einiger junger Höhlenforscher aus dem Piemont nach, die im August 1961 nach Süditalien aufbrachen, um bislang unbekannte Höhlen zu erkunden.
Seit 2005 lehrt Frammartino Filmemachen an der Universität Bergamo.

## Filmografie
- 1995: Tracce (Kurzfilm)
- 1997: L’occhio e lo spirito (Kurzfilm)
- 2001: Scappa Valentina (Kurzfilm)
- 2002: Io non posso entrare (Kurzfilm)
- 2003: Il dono
- 2010: Vier Leben (Le quattro volte)
- 2021: Il Buco – Ein Höhlengleichnis (Il buco)

## Auszeichnungen (Auswahl)
David di Donatello
- 2011: Nominierung für die Beste Regie (Vier Leben)

Filmfest München
- 2010: Auszeichnung mit dem CineVision Award als Bester Nachwuchsregisseur (Vier Leben)

Internationale Filmfestspiele von Cannes
- 2010: Auszeichnung mit dem Label Europa Cinemas (Vier Leben)
- 2010: Nominierung für den C.I.C.A.E. Award (Vier Leben)

Internationale Filmfestspiele von Venedig
- 2021: Nominierung für den Goldenen Löwen (Il Buco – Ein Höhlengleichnis)

Internationales Filmfestival Warschau
- 2004: Lobende Erwähnung (Il dono)

London Film Festival
- 2021: Nominierung als Bester Film im Wettbewerb (Il Buco – Ein Höhlengleichnis)